# Попов Олександр Олександрович (хокеїст)
Олександр Олександрович Попов (рос. Александр Александрович Попов; 31 серпня 1980, м. Ангарськ, СРСР) — російський хокеїст, лівий нападник. Виступає за «Авангард» (Омськ) у Континентальній хокейній лізі. Заслужений майстер спорту Росії (2012).
Вихованець хокейної школи «Єрмак» (Ангарськ). Виступав за «Авангард-2» (Омськ), «Авангард» (Омськ). 
У складі національної збірної Росії учасник чемпіонату світу 2012 (10 матчів, 4+8).   
Досягнення
- Чемпіон світу (2012)
- Чемпіон Росії (2004), срібний призер (2001, 2006, 2012), бронзовий призер (2007)
- Володар Кубка європейських чемпіонів (2005)
- Срібний призер Континентального кубка (2007).